# Stare Łosienice
Stare Łosienice (kaszub. Stôré Łoseńce) – kolonia w Polsce, w województwie pomorskim, w powiecie kartuskim, w gminie Stężyca.
Miejscowość leży na obszarze Pojezierza Kaszubskiego. Wchodzi w skład sołectwa Łosienice.
Do 2023 miejscowość była częścią wsi Łosienice.
W latach 1975–1998 Stare Łosienice administracyjnie należały do województwa gdańskiego.
Stare Łosienice 31 grudnia 2011 r. miały 16 stałych mieszkańców.